# Клонс
Клонес (англ. Clones [ˈkloʊnɪs]; ирл. Cluain Eois (Клуань-Ош), «Луг Эоса») — (малый) город в Ирландии, находится в графстве Монахан (провинция Ольстер). Является частью Пограничного района, предназначенного для экономического развития. По городу сильно ударило разделение Ирландии в 1921 году из-за его пограничного положения между Ферманой и Северной Ирландией.
Изначально Клонес был монашеским поселением. В городе сохранились руины здания аббатства XII века и круглая башня IX века.
В феврале 1922, сразу после разделения Ирландии, город стал местом стычек ИРА и Специальной полиции Ольстера. Отдел Специальной полиции ехал в Белфаст, но был остановлен отрядом ИРА в Клонесе во время пересадки. Солдаты ИРА потребовали сдаться, и возникла перестрелка; был убит офицер ИРА и 4 констебля Ольстера. Ещё 9 полицейских было ранено, остальные сдались. Этот инцидент, известный как «Скандал в Клонесе», едва не обрушил Англо-ирландский договор и приостановил вывод войск из республики.
Железная дорога Клонеса была открыта 26 июня 1858 года, закрыта для пассажирских перевозок 14 октября 1957 года и закрыта вовсе 1 января 1960 года.
C 2001 года в Клонесе проходит Clones Film Festival, организованный Lmb Entertainments, крупнейший кинофестиваль в округе. Также в городе проходит Флэт-Лейк Фестиваль (The Flat Lake Festival) — нон-стоп проходящие концерты, спектакли, чтения.

## Демография
Население — 1767 человек (по переписи 2006 года). В 2002 году население составляло 1947 человек. При этом, население внутри городской черты (legal area) было 1517, население пригородов (environs) — 250.
Данные переписи 2006 года:
| Общие демографические показатели |               |                               |                               |      |      |
| Всё население                    | Всё население | Изменения населения 2002—2006 | Изменения населения 2002—2006 | 2006 | 2006 |
| 2002                             | 2006          | чел.                          | %                             | муж. | жен. |
| 1947                             | 1767          | −180                          | −9,2                          | 873  | 894  |

В нижеприводимых таблицах сумма всех ответов (столбец «сумма»), как правило, меньше общего населения населённого пункта (столбец «2006»).
| Религия (Тема 2 — 5 : Число людей по религиям, 2006) |             |                |             |            |       |      |
| Католики, чел.                                       | Католики, % | Другая религия | Без религии | не указано | сумма | 2006 |
| 1629                                                 | 92,2        | 83             | 31          | 24         | 1767  | 1767 |

| Этно-расовый состав (Этничность. Тема 2 — 3 : Постоянное население по этническому или культурному происхождению, 2006) |            |              |       |        |        |            |       |       |
| Белые ирландцы | Лухт-шулта | Другие белые | Негры | Азиаты | Другие | Не указано | сумма | 2006  |
| 1516 | 10         | 150          | 3     | 12     | 21     | 26         | 1738  | 1767  |
| Доля от всех отвечавших на вопрос, %                                                                                   |            |              |       |        |        |            |       |       |
| 87,2 | 0,6        | 8,6          | 0,2   | 0,7    | 1,2    | 1,5        | 100   | 98,41 |

1 — доля отвечавших на вопрос о языке от всего населения.
| Владение ирландским языком (Тема 3 — 1 : Число людей от 3 лет и старше по способности говорить по-ирландски, 2006) |      |            |       |       |
| Владеете ли Вы ирландским языком?                                                                                  |      |            |       |       |
| Да | Нет  | Не указано | сумма | 2006  |
| 553 | 1114 | 44         | 1711  | 1767  |
| Доля от всех отвечавших на вопрос о языке, %                                                                       |      |            |       |       |
| 32,3 | 65,1 | 2,6        | 100   | 96,81 |

1 — доля отвечавших на вопрос о языке от всего населения.
| Использование ирландского языка (Тема 3 — 2 : Говорящие по-ирландски от 3 лет и старше по частоте использования ирландского языка, 2006) |                                                            |                                               |                                               |                                               |                                               |                                               |       |                                     |      |
| Как часто и где Вы говорите по-ирландски?                                                                                                |                                                            |                                               |                                               |                                               |                                               |                                               |       |                                     |      |
| ежедневно, только в образовательных учреждениях                                                                                          | ежедневно, как в образовательных учреждениях, так и вне их | в других местах (вне образовательной системы) | в других местах (вне образовательной системы) | в других местах (вне образовательной системы) | в других местах (вне образовательной системы) | в других местах (вне образовательной системы) | сумма | всего, отвечавших на вопрос о языке | 2006 |
| ежедневно, только в образовательных учреждениях                                                                                          | ежедневно, как в образовательных учреждениях, так и вне их | ежедневно                                     | каждую неделю                                 | реже                                          | никогда                                       | не указано                                    | сумма | всего, отвечавших на вопрос о языке | 2006 |
| 167 | 8                                                          | 19                                            | 22                                            | 204                                           | 112                                           | 21                                            | 553   | 1711                                | 1767 |
| Доля от всех отвечавших на вопрос о языке, %                                                                                             |                                                            |                                               |                                               |                                               |                                               |                                               |       |                                     |      |
| 9,8 | 0,5                                                        | 1,1                                           | 1,3                                           | 11,9                                          | 6,5                                           | 1,2                                           | 32,3  | 100                                 |      |

| Типы частных жилищ (Тема 6 — 1(a) : Число частных домовладений по типу размещения, 2006) |          |         |                 |            |       |      |
| Отдельный дом                                                                            | Квартира | Комната | Переносные дома | не указано | сумма | 2006 |
| 628                                                                                      | 35       | 4       | 2               | 15         | 684   | 1767 |